# Oedemopsis davisi
Oedemopsis davisi är en stekelart som beskrevs av Carlson 1979. Oedemopsis davisi ingår i släktet Oedemopsis och familjen brokparasitsteklar. Inga underarter finns listade i Catalogue of Life.